# Samuel Sosa
Samuel Alejandro Sosa Cordero (ur. 17 grudnia 1999 w Valencii) – wenezuelski piłkarz występujący na pozycji lewego skrzydłowego, reprezentant Wenezueli, od 2025 roku zawodnik UCV.